# Jean Marchant
Pour les articles homonymes, voir Marchant.
Jean Marchant est un botaniste français, né vers 1650 et mort le 11 novembre 1738 à Paris.

## Biographie
Fils du botaniste Nicolas Marchant (?-1678), il lui succède à la fois à l’Académie royale des sciences et au poste de concierge et de directeur des cultures au Jardin du roi. En 1694, il perd son poste de directeur, qui est supprimé. La même année, le projet de l’Académie, qui avait entrepris l'édition des Mémoires pour servir à l’histoire des plantes sous la direction de Denis Dodart (1634-1707), est abandonné. Marchant perd alors la pension qu’il recevait pour sa participation. Il décide de mener seul la parution de cet ouvrage et retrouve les planches gravées réalisées à cette occasion. Mais il meurt avant d’avoir pu le terminer.